# Dinara Safina
Dinara Mikhaylovna Safina (em russo:  Динара Мөбин кызы Сафина) (Moscou, 27 de abril de 1986) é uma ex-tenista profissional russa, que foi N° 1 do mundo em simples. E irmã mais nova do ex-tenista, Marat Safin.
Safina foi vice-campeã em simples do Aberto da França em 2008 e 2009 e do Open da Austrália em 2009, caindo na final para Ana Ivanovic, Serena Williams e Svetlana Kuznetsova, respectivamente. Ela também fez grandes campanhas em eventos de Grand Slam nas duplas femininas, vencendo o US Open de 2007 com Nathalie Dechy e sendo vice-campeã do US Open de 2006 com Nathalie Dechy. Ela também ganhou a medalha de prata olímpica em simples feminino nos Jogos Olímpicos de Pequim em 2008, onde perdeu na final para a compatriota Elena Dementieva.
Safina chegou ao topo do ranking mundial em 2009, temporada na qual teve ótimo desempenho nos quatro Grand Slams. Chegou a final no Aberto da Austrália onde perdeu para Serena Williams. Foi finalista no Torneio de Roland Garros, perdendo novamente na final, agora para a compatriota Svetlana Kuznetsova, e caiu na semifinal em Wimbledon e no US Open.

## Grand Slam finais

### Simples: 3 (0-3)
| Posição | Ano  | Campeonato          | Piso   | Oponente            | Placar   |
| ------- | ---- | ------------------- | ------ | ------------------- | -------- |
| Vice    | 2008 | Roland Garros       | Saibro | Ana Ivanovic        | 4–6, 3–6 |
| Vice    | 2009 | Aberto da Austrália | Duro   | Serena Williams     | 0–6, 3–6 |
| Vice    | 2009 | Roland Garros       | Saibro | Svetlana Kuznetsova | 4–6, 2–6 |

### Duplas: 2 (1-1)
| Posição | Ano  | Campeonato | Piso | Parceira           | Oponente                       | Placar   |
| ------- | ---- | ---------- | ---- | ------------------ | ------------------------------ | -------- |
| Vice    | 2006 | US Open    | Duro | Katarina Srebotnik | Nathalie Dechy Vera Zvonareva  | 6–7, 5–7 |
| Campeã  | 2007 | US Open    | Duro | Nathalie Dechy     | Chan Yung-jan Chuang Chia-jung | 6–4, 6–2 |

## Olimpíadas

### Simples: 1 final (1 prata)
| Posição | Ano  | Campeonato | Piso | Oponente         | Placar        |
| ------- | ---- | ---------- | ---- | ---------------- | ------------- |
| Prata   | 2008 | Beijing    | Duro | Elena Dementieva | 6–3, 5–7, 3–6 |

## Tier I / Premier Mandatory & Premier 5 Finais

### Simples: 8 (5 títulos, 3 vices)
| Posição | Ano  | Campeonato        | Piso   | Oponente            | Placar        |
| ------- | ---- | ----------------- | ------ | ------------------- | ------------- |
| Vice    | 2006 | Roma              | Saibro | Martina Hingis      | 2–6, 5–7      |
| Vice    | 2007 | Charleston        | Saibro | Jelena Janković     | 2–6, 2–6      |
| Campeã  | 2008 | Berlin            | Saibro | Elena Dementieva    | 3–6, 6–2, 6–2 |
| Campeã  | 2008 | Canada (Montréal) | Duro   | Dominika Cibulková  | 6–1, 6–2      |
| Campeã  | 2008 | Toquio            | Duro   | Svetlana Kuznetsova | 6–1, 6–3      |
| Campeã  | 2009 | Roma              | Saibro | Svetlana Kuznetsova | 6–3, 6–2      |
| Campeã  | 2009 | Madrid            | Saibro | Caroline Wozniacki  | 6–2, 6–4      |
| Vice    | 2009 | Cincinnati        | Duro   | Jelena Janković     | 4–6, 2–6      |

### Duplas: 1 (1 título)
| Posição | Ano  | Campeonato   | Piso | Parceira      | Oponentes        | Placar           |
| ------- | ---- | ------------ | ---- | ------------- | ---------------- | ---------------- |
| Campeã  | 2008 | Indian Wells | Duro | Elena Vesnina | Yan Zi Zheng Jie | 6–1, 1–6, [10–8] |